# Лютова, Вера Иосифовна
Вера Иосифовна Лютова — советский хозяйственный, государственный и политический деятель, Герой Социалистического Труда.

## Биография
Родилась в 1923 году в семье Иосифа Федосеевича Лабунского. Член КПСС.
С 1940 года — на хозяйственной, общественной и политической работе. В 1940—1986 гг. — звеньевая колхоза имени Крупской Талды-Курганского района Талды-Курганской области.
Указом Президиума Верховного Совета СССР от 24 декабря 1976 года за выдающиеся успехи, достигнутые во Всесоюзном социалистическом соревновании, проявленную трудовую доблесть в выполнении планов и социалистических обязательств по увеличению производства и продажи государству сельскохозяйственных продуктов в 1976 году присвоено звание Героя Социалистического Труда с вручением ордена Ленина и золотой медали «Серп и Молот».
Избиралась депутатом Верховного Совета Казахской ССР 4-го и 5-го созывов.
Умерла в 1988 году.